# Női kormányos nélküli kettes evezés a 2008. évi nyári olimpiai játékokon
A 2008. évi nyári olimpiai játékokon az evezés női kormányos nélküli kettes versenyszámát augusztus 9. és augusztus 16. között rendezték a Shunyi evezőspályán.

## Eredmények
Az idők másodpercben értendők. A rövidítések jelentése a következő:
- QA: Az A-döntőbe jutás helyezés alapján
- QB: A B-döntőbe jutás helyezés alapján
- BUW: súly alatti hajó

### Előfutamok
Két előfutamot rendeztek, öt-öt résztvevővel. Az első helyezett automatikusan bejutott a döntőbe, a többiek reményfutamba kerültek.
| Helyezés | Nemzet                                                        | Idő      | Mj       |
| 1. futam | 1. futam                                                      | 1. futam | 1. futam |
| -------- | ------------------------------------------------------------- | -------- | -------- |
| 1.       | Fehéroroszország (BLR) · Julija Bicsik, Natallja Helah        | 7:24,47  | QA       |
| 2.       | Új-Zéland (NZL) · Juliette Haigh, Nicky Coles                 | 7:31,45  |          |
| 3.       | Kína (CHN) · Vu Ju, Kao Jü-lan                                | 7:32,50  |          |
| 4.       | Ausztrália (AUS) · Kim Crow, Sarah Cook                       | 7:44,04  |          |
| 5.       | Kanada (CAN) · Zoë Hoskins, Sabrina Kolker                    | BUW      |          |
| 2. futam |                                                               |          |          |
| 1.       | Románia (ROU) · Georgeta Damian-Andrunache, Viorica Susanu    | 7:22,69  | QA       |
| 2.       | Németország (GER) · Maren Derlien, Lenka Wech                 | 7:28,66  |          |
| 3.       | Nagy-Britannia (GBR) · Louisa Reeve, Olivia Whitlam           | 7:29,88  |          |
| 4.       | Egyesült Államok (USA) · Portia McGee, Anna Mickelson-Cummins | 7:29,95  |          |
| 5.       | Franciaország (FRA) · Stéphanie Dechand, Inène Pascal-Pretre  | 7:42,92  |          |

### Reményfutamok
Két reményfutamot rendeztek, négy-négy résztvevővel. Az első két helyezett bejutott az A döntőbe, a többiek a B döntőbe kerültek.
| Helyezés | Nemzet                                                       | Idő      | Mj       |
| 1. futam | 1. futam                                                     | 1. futam | 1. futam |
| -------- | ------------------------------------------------------------ | -------- | -------- |
| 1.       | Új-Zéland (NZL) · Juliette Haigh, Nicky Coles                | 7:32,64  | QA       |
| 2.       | Nagy-Britannia (GBR) · Louisa Reeve, Olivia Whitlam          | 7:34,54  | QA       |
| 3.       | Ausztrália (AUS) · Kim Crow, Sarah Cook                      | 7:38,48  | QB       |
| 4.       | Franciaország (FRA) · Stéphanie Dechand, Inène Pascal-Pretre | 7:41,87  | QB       |

| Helyezés | Nemzet                                                        | Idő      | Mj       |
| 2. futam | 2. futam                                                      | 2. futam | 2. futam |
| -------- | ------------------------------------------------------------- | -------- | -------- |
| 1.       | Kína (CHN) · Vu Ju, Kao Jü-lan                                | 7:23,71  | QA       |
| 2.       | Németország (GER) · Maren Derlien, Lenka Wech                 | 7:27,02  | QA       |
| 3.       | Egyesült Államok (USA) · Portia McGee, Anna Mickelson-Cummins | 7:32,26  | QB       |
| 4.       | Kanada (CAN) · Zoë Hoskins, Sabrina Kolker                    | 7:40,22  | QB       |

### Döntők

#### B-döntő
A B-döntőt négy egységgel rendezték. A futam első helyezettje összesítésben a hetedik helyen végzett.
| Helyezés (Összesített) | Nemzet                                                        | Idő     |
| ---------------------- | ------------------------------------------------------------- | ------- |
| 1. (7.)                | Egyesült Államok (USA) · Portia McGee, Anna Mickelson-Cummins | 7:33,17 |
| 2. (8.)                | Franciaország (FRA) · Stéphanie Dechand, Inène Pascal-Pretre  | 7:36,25 |
| 3. (9.)                | Kanada (CAN) · Zoë Hoskins, Sabrina Kolker                    | 7:37,27 |
| 4. (10.)               | Ausztrália (AUS) · Kim Crow, Sarah Cook                       | 7:40,93 |

#### A-döntő
Az A-döntőt hat résztvevővel rendezték.
| Helyezés | Nemzet                                                     | Idő     |
| -------- | ---------------------------------------------------------- | ------- |
| Arany    | Románia (ROU) · Georgeta Damian-Andrunache, Viorica Susanu | 7:20,60 |
| Ezüst    | Kína (CHN) · Vu Ju, Kao Jü-lan                             | 7:22,28 |
| Bronz    | Fehéroroszország (BLR) · Julija Bicsik, Natallja Helah     | 7:22,91 |
| 4.       | Németország (GER) · Maren Derlien, Lenka Wech              | 7:25,73 |
| 5.       | Új-Zéland (NZL) · Juliette Haigh, Nicky Coles              | 7:28,80 |
| 6.       | Nagy-Britannia (GBR) · Louisa Reeve, Olivia Whitlam        | 7:33,61 |